# 夢の跡
『夢の跡』（ゆめのあと）は、村下孝蔵が1982年にリリースした3枚目のオリジナル・アルバムである。

## 解説
- シングルから、「帰郷」「ゆうこ」を収録。
- 1990年にCD選書として、2013年にはBlu-spec CD2としてリマスタリングが施され再リリースされている。
- 若かりし頃の村下孝蔵の恋愛体験が元になっている。

## 収録曲
- 全曲、作詞・作曲：村下孝蔵
- 編曲：水谷公生

### SIDE 1
1. 夢の跡
2. ゆうこ
3. 陽炎
「ゆうこ」のB面曲。
4. 下宿部屋
5. 明日あればこそ

### SIDE 2
1. 離愁
2. 90ページの日記帳
3. 斜塔
4. 帰郷
5. 夕焼けの町